# Bandera de la Gran Colombia
La Bandera de la Gran Colombia  se basa en la composición cromática ideada por el General Francisco de Miranda, precursor de la independencia latinoamericana, quien ondeó por primera vez un pabellón de colores amarillo, azul y rojo el 12 de marzo de 1806 a bordo de su bergantín Leandro en la fallida invasión a Coro (Venezuela).

## Origen del pabellón grancolombiano
Entre 1800 y 1811 fueron adoptadas una gran variedad de banderas por las jóvenes y nacientes repúblicas americanas en su gesta por la independencia. Se sabe que en este periodo de tiempo Miranda había ideado varios modelos de pabellones de variados colores para éstas, algunos usados durante sus campañas militares. Sin embargo son persistentes los colores primarios dentro de sus ideas y propuestas, por lo cual se conoce a las banderas de Miranda como las banderas del arco iris.
La disposición actual del tricolor (amarillo, azul y rojo) fue presentada por Miranda junto con Lino de Clemente y José Sata y Bussy al Congreso de Venezuela de 1811 para que se adoptara como insignia nacional de ese país.. Este pabellón es el que actualmente se conoce como "Bandera Madre" por ser el origen de los colores nacionales de la Gran Colombia y de sus países sucesores.
Dicho tricolor fue el primero aceptado como bandera nacional por las Provincias Unidas de Venezuela, la cual fue posteriormente utilizada por Bolívar en su campaña libertadora. Por aquella época las Provincias Unidas de la Nueva Granada también empleaban un tricolor, pero en lugar de azul se usaba el verde; ésta bandera ondeó junto con la venezolana durante la Campaña de la Nueva Granada librada en 1819. Por su parte las provincias del Ecuador empleaban como enseña un paño rojo con un aspa blanca. Fue durante el Congreso de 1819 que Simón Bolívar presentó la bandera venezolana de 1811 para servir de pabellón nacional de la República, siendo ratificada como tal en 1821.

## Primer pabellón (1819)
La primera bandera fue adoptada el 17 de diciembre de 1819, siendo en un principio utilizada sin insignias. El diseño basado en el modelo original de 1811 tiene el escudo de armas de Venezuela en la esquina superior izquierda, mientras algunas variaciones tienen el escudo centrado. Existe sin embargo problemática con respecto a la distribución de las franjas, ya que éstas difieren entre versiones, siendo a veces 2:1:1 y otras 3:2:1. Esta última configuración es la que prevalece en varios sitios web y libros de historia venezolanos, sin embargo los modelos conservados de la bandera en las principales bibliotecas y archivos nacionales de Venezuela, Colombia y Estados Unidos sugieren que en realidad fueron 2:1:1.
Esta bandera estuvo en uso oficial hasta el 10 de enero de 1820.

## Segundo pabellón (1820)
El 10 de enero de 1820, el General Francisco de Paula Santander, Vicepresidente del departamento de Cundinamarca, uno de los tres departamentos que componían la república, aprobaba nuevas insignias alegando que los emblemas de la República eran poco conocidos y sólo se utilizaban en Venezuela. El 12 de julio de 1821, el Congreso Nacional decretó que las insignias fijadas por Santander debían ser usadas de forma común en toda la República, hasta que nuevos emblemas fueran aprobados. Así, el pabellón de Cundinamarca se transformó en la bandera nacional de la Gran Colombia, y fue utilizada oficialmente en el departamento de Venezuela.
Tal como la primera bandera, existen diferentes versiones de ella. Algunas variaciones tienen el escudo de armas centrado, mientras otras lo poseen en la esquina superior izquierda de la bandera. Lo mismo sucede con las franjas, pues algunas versiones muestran proporciones 2:1:1 de las franjas amarillo, azul y rojo, respectivamente, similares a la disposición de las actuales banderas de Colombia y Ecuador. Sería la bandera nacional hasta finales de 1821.

## Tercer pabellón (1821-1831)
La tercera bandera fue adoptada el 6 de octubre de 1821, con el primer escudo de armas oficial para la República. Según el decreto que creó el escudo, este debería ir rodeado por un óvalo o un círculo con la inscripción "República de Colombia", con una pequeña estrella en la parte inferior, aunque existen versiones sin dicho óvalo, como los que se ven en las banderas de las guarniciones militares. En algunas versiones el color de la franja azul también se modificó a un color azul oscuro visto en las banderas de los países sucesores de la Gran Colombia. 
Esta bandera sirvió de bandera nacional hasta que ocurrió la disolución del país en 1830.

## Otros pabellones
Poco después de terminado el Soberano Congreso de Venezuela en 1820, fue iniciada la propuesta de reemplazar el escudo de armas por tres estrellas, en representación de los tres departamentos de la República de Colombia: Venezuela, el norte; la Nueva Granada, el centro; y la Presidencia de Quito, el sur, pero no prosperó.
El 11 de julio de 1822, la Provincia Libre de Guayaquil se adhirió a la Gran Colombia. Por tal razón, y debido a que por la época apareció el modelo de un escudo totalmente nuevo, muchos historiadores creen que efectivamente se reglamentó un nuevo emblema. Sin embargo no existe una documentación como una ley o decreto que demuestre efectivamente tal suceso. Al parecer este modelo de escudo fue parte de un proyecto para incluir a Guayaquil como parte de la Gran Colombia, especialmente a través de su insignia nacional, pero es muy posible que no fuera aprobado, pues los escudos usados por la Nueva Granada, Venezuela y Ecuador una vez se separaron de la Gran Colombia en 1830 (y que usaron hasta decretar insignias propias) es la versión del 6 de octubre de 1821. Es por tal motivo que se duda su oficialidad y se considera una propuesta.
En 1821 la actual República Dominicana se declaró país independiente, con intención de unirse a la Gran Colombia. Con motivo de esta proclama, se adoptó una bandera con los colores y diseño de 1811 pero con cinco estrellas de plata en el centro.

## Banderas sucesoras
A partir de la desintegración de la Gran Colombia, los países en los que esta se dividió siguieron usando los colores de esta nación extinta como muestra de su herencia común. Con algunas pequeñas diferencias en su diseño, los colores del pabellón permanecieron constantes a lo largo de la historia de estos países.
La actual bandera de Venezuela se parece a la de la Gran Colombia de 1821, solo que en lugar de escudo posee estrellas. La bandera de Ecuador tiene el diseño de 1819, con el escudo de armas nacional en su centro. La bandera de Colombia, en tanto, es similar a las primeras versiones pero sin escudos ni estrellas.